# 샤이반 울루스
샤이반 울루스(Shibana Ulus)는 1243년부터 1428년까지 존재한 몽골 제국의 울루스로, 킵차크 칸국의 속국이었다. 바투 칸이 샤이반에게 분봉한 지역으로, 형식적으로는 킵차크 칸국에 속해있었으나 실제로는 독립된 국가였다.
샤이반 울루스는 카자흐스탄 동부와 시베리아 극서부가 영토였으며, 수도는 사라이칙이었다. 샤이반 울루스의 동쪽 서부 시베리아 이르티시 분지에는 타이부킨 울루스가 인접해 있었다. 타이부킨 울루스는 케레이트족 통치차 토그릴 옹 칸의 아들 타이부킨의 영지였다. 샤이반 울루스는 오르다 울루스(1242~1309/1446)와 함께 킵차크 칸국의 좌익을 형성하였다.